# Tzvetan Todorov
« Todorov » redirige ici. Pour les autres significations, voir Todorov (homonymie).
Tzvetan Todorov [tsvetan tɔdɔʁɔf] (en bulgare : Цветан Тодоров), né le 1er mars 1939 à Sofia et mort le 7 février 2017 à Paris, est un critique littéraire, sémiologue, historien des idées et essayiste français d'origine bulgare. Il est l'auteur de nombreux ouvrages et essais qui ont eu une influence significative sur l'anthropologie, la sociologie, la sémiotique, la théorie littéraire, l'histoire intellectuelle et la théorie de la culture.

## Biographie
Né à Sofia le 1er mars 1939, Tzvetan Todorov se rend à Paris en 1963 et devient docteur en psychologie en 1966. Il acquiert la nationalité française en 1973.
Il entre au CNRS en 1968, où il fait l'ensemble de sa carrière. Entre 1983 et 1987, il dirige le Centre de recherches sur les arts et le langage (CRAL, CNRS-EHESS).
Initialement théoricien de la littérature, il se consacre depuis les années 1980 à l'histoire des idées, aux problèmes de la mémoire et au rapport à l'autre dans des cadres historiques aussi divers que la conquête du Mexique ou les camps de concentration totalitaires.
Tzvetan Todorov est d'abord remarqué pour sa traduction des formalistes russes (1965) dont Mikhaïl Bakhtine, et contribue largement à la diffusion de la poétique contemporaine. Son essai Littérature et signification a fait de lui un des pionniers de la renaissance de la rhétorique ; dans son Introduction à la littérature fantastique (1970), il analyse le genre de la littérature fantastique. C'est aussi en 1970 qu'il fonde avec Gérard Genette la revue Poétique.
Des années 1960 jusqu'à la fin des années 1970, Todorov joue un rôle prépondérant dans la théorie littéraire, en portant ce qu'il nomme une poétique, fondée sur la narratologie, la sémiologie et la linguistique.
Les réflexions postérieures de Todorov portent principalement sur l'altérité et notamment sur la question du « nous » et des « autres » dans les discussions des humanistes en Europe lors de la découverte du Nouveau Monde, pendant le processus de colonisation ou au cours du XXe siècle, ainsi que sur la question de la mémoire.
À partir des années 1980, Tzvetan Todorov se tourne de plus en plus vers des problèmes historiques et moraux.

Défenseur indépendant de la démocratie, dans un recueil d'essais paru en 2009, La Signature humaine, il dit son attachement à la voie médiane de la démocratie libérale, qu'il faut selon lui critiquer « au nom de l'idéal démocratique lui-même ». C'est ainsi qu'il écrit : 

« Méfions-nous des deux extrêmes : nous n'avons pas à rougir de choisir cette voie moyenne. »

Son analyse de la vie commune s'inscrit dans une démarche à la fois anthropologique et historique. Ses recherches sur l'histoire de l'humanisme mettent en valeur les œuvres de Jean-Jacques Rousseau, Montesquieu, Montaigne, Benjamin Constant et Jacques Cazotte.
Tzvetan Todorov a été professeur invité dans plusieurs grandes universités américaines : à New York, à Columbia, à Harvard, à Yale et en Californie.
Il fut membre du Comité de soutien du centre Primo Levi (soins et soutien aux personnes victimes de la torture et de la violence politique) et président de l'Association Germaine Tillion, à sa fondation en novembre 2004.
En 2015, il publie en 2015 Insoumis (Robert Laffont-Versilio), une dizaine de portraits de résistants mettant en exergue des combats individuels, des formes morales d'engagement qui ont fini par jouer un rôle politique dans l'espace public.
Faisant écho à sa propre biographie (un père attaché à la culture russe, une enfance vécue dans la Bulgarie communiste de l'après Seconde Guerre mondiale), son ultime essai, Le Triomphe de l'artiste. La révolution et les artistes. Russie : 1917-1941 (Flammarion, 2017), publié juste après sa mort, évoque la lutte des artistes soviétiques contre le pouvoir stalinien, en s'attachant particulièrement aux cas du peintre Kasimir Malevitch et de l'écrivain Ievgueni Zamiatine, figures exemplaires d'un art se voulant autonome, libéré de toute contrainte idéologique.
Tzvetan Todorov meurt le 7 février 2017 à Paris, à la suite d'une maladie neurodégénérative.

## Vie privée
Il est marié à Martine van Woerkens, puis à Nancy Huston de 1981 à 2014. Ses enfants sont, de son premier mariage, Boris, et, de son second, Léa et Sacha.

## Reconnaissance

### Prix
- 1989 : Prix Maujean de l'Académie française pour Nous et les autres
- 1998 : Prix européen de l'essai Charles Veillon pour Benjamin Constant : la passion démocratique
- 2001 : Prix La Bruyère de l'Académie française
- 2008 : Prix Princesse des Asturies (Sciences sociales)
- 2009 : Prix Jean-Michel-Gaillard[11]
- 2011 : Prix de la critique de l'Académie française[12]

### Distinctions
- 1990 : Docteur honoris causa de l'université de Liège
- 2006 : membre associé de la Classe des Lettres et des Sciences morales et politiques de l'Académie royale de Belgique[13].

### Concours littéraires
Lors de la session 2003 du concours d'entrée à l'École normale supérieure (en A/L), le sujet de l'épreuve commune de composition française (c'est-à-dire de littérature) fut une citation extraite de la Critique de la critique (1984) de Tzvetan Todorov, que voici :

« [On nous a] répété à qui mieux mieux que la littérature était un langage qui trouvait sa fin en lui-même. Il est temps d'en venir (d'en revenir) aux évidences qu'on n'aurait pas dû oublier : la littérature a trait à l'existence humaine, c'est un discours, tant pis pour ceux qui ont peur des grands mots, orienté vers la vérité et la morale. »

En 2020, le sujet de composition française du concours général des lycées fut une citation de La Littérature en péril (2007) : 

« Ce que les romans nous donnent est, non un nouveau savoir, mais une nouvelle capacité de communication avec des êtres différents de nous ; en ce sens, ils participent plus de la morale que de la science. L’horizon ultime de cette expérience n’est pas la vérité mais l’amour, forme suprême du rapport humain. »

## Ouvrages
- Théorie de la littérature, textes des formalistes russes, Paris, Le Seuil, 1965.
- Littérature et Signification, Paris, Larousse, 1967.
- Grammaire du "Décaméron", Paris, Mouton, 1969.
- Introduction à la littérature fantastique, Paris, Le Seuil, 1970.
- Poétique de la prose, Paris, Le Seuil, 1971.
- Qu’est-ce que le structuralisme ? Poétique, Paris, Le Seuil, 1977.
- Théories du symbole, Paris, Le Seuil, 1977.
- Symbolisme et Interprétation, Paris, Le Seuil, 1978.
- Les Genres du discours, Paris, Le Seuil, 1978.
- Dictionnaire encyclopédique des sciences du langage, avec Oswald Ducrot, Paris, Le Seuil, 1979.
- Mikhaïl Bakhtine, le principe dialogique, Paris, Le Seuil, 1981.
- La Conquête de l'Amérique : la question de l'autre, Paris, Le Seuil, 1982.
- Récits aztèques de la conquête, avec Georges Baudot, Paris, Le Seuil, 1983.
- Critique de la critique, Paris, Le Seuil, 1984.
- Frêle Bonheur : essai sur Rousseau, Paris, Hachette, 1985.
- La Notion de littérature et autres essais, Paris, Le Seuil, 1987.
- Nous et les autres, Paris, Le Seuil, 1989.
- Face à l’extrême, Paris, Le Seuil, 1991.
- Les Morales de l’histoire, Paris, Grasset, 1991.
- Éloge du quotidien : essai sur la peinture hollandaise du XVIIe siècle, Paris, Adam Biro, 1993.
- Une tragédie française, été 1944 : scènes de guerre civile, Paris Le Seuil, 1994  (ISBN 2-02-067920-5).
- La Vie commune : essai d'anthropologie générale, Paris, Le Seuil, 1995.
- L’Homme dépaysé, Paris, Le Seuil, 1996.
- Benjamin Constant : la passion démocratique, Paris, Hachette littératures, 1997.
- Le Jardin imparfait : la pensée humaniste en France, Paris, Grasset, 1998.
- La Fragilité du bien : le sauvetage des juifs bulgares, Paris, Le Grand Livre du mois, 1999. Textes réunis et commentés par Tzvetan Todorov ; traduction du bulgare par Marie Vrinat et Irène Kristeva.
- Éloge de l’individu : essai sur la peinture flamande de la Renaissance, Paris, Adam Biro, 2000.
- Mémoire du mal, tentation du bien, Paris, Robert Laffont, 2000.
- Devoirs et Délices : une vie de passeur (entretiens avec Catherine Portevin), Paris, Le Seuil, 2002.
- Le Nouveau Désordre mondial : réflexions d’un Européen, Paris, Robert Laffont, 2003.
- Les Abus de la mémoire, Paris, Arléa, 2004.
- Les Aventuriers de l'absolu, Paris, Robert Laffont, 2006.
- L'Esprit des Lumières, Paris, Robert Laffont, 2006.
- La Littérature en péril, Paris, Flammarion, 2007. Todorov évoque son passé, personnel et intellectuel.
- L'Art ou la Vie ! : le cas Rembrandt, Paris, Biro éditeur, 2008.
- Un humanismo bien temperado (conversación con Ger Groot) en Adelante, ¡contradígame!, Madrid, Ediciones Sequitur, 2008.
- La Peur des barbares : au-delà du choc des civilisations, Paris, Robert Laffont, 2008.
- La Signature humaine : essais 1983-2008, Paris, Le Seuil, 2009.
- L'Expérience totalitaire : la signature humaine, Paris, Le Seuil, 2010.
- Georges Jeanclos, Galerie Capazza et Biro & Cohen éditeurs, 2011.
- Goya à l'ombre des Lumières, Paris, Flammarion, 2011.
- Les Ennemis intimes de la démocratie, Paris, Robert Laffont - Versilio, 2012.
- La peinture des Lumières. De Watteau à Goya., Paris, Le Seuil - Beaux Livres, 2014.
- Insoumis, Paris, Robert Laffont - Versilio, 2015[15].
- Le Triomphe de l'artiste. La révolution et les artistes. Russie : 1917-1941, Paris, Flammarion, 2017.
- La tentation du Bien est beaucoup plus dangereuse que celle du Mal, avec Boris Cyrulnik, éditions de l'Aube, 2017.